# 3-deidrosfinganina reduttasi
La 3-deidrosfinganina reduttasi è un enzima appartenente alla classe delle ossidoreduttasi, che catalizza la seguente reazione:
sfinganina + NADP+ ⇄ 3-deidrosfinganina + NADPH + H+